# (22290) 1989 AO
1989 أي أو (ويعرف أيضًا باسم (22290) 1989 أي أو وفق تسمية الكوكب الصغير) (بالإنجليزية: 1989 AO)‏ هو كويكب ضمن حزام الكويكبات؛ وترتيبه 22290 من حيث الاكتشاف.
اكتُشف هذا الجُرم الفلكي بواسطة اليانور إف. هيلين في 2 يناير 1989.

## وصلات خارجية
- (22290) 1989 AO في قاعدة بيانات مختبر الدفع النفاث لأجرام النظام الشمسي الصغيرة

- الاكتشاف · مخطط المدار ·  العناصر المدارية · المعلمات المادية

- (22290) 1989 AO على موقع ويكي سكاي: DSS2, SDSS, GALEX, IRAS, Hydrogen α, X-Ray, Astrophoto, Sky Map, Articles and images